# Hatufim – In der Hand des Feindes
Hatufim – In der Hand des Feindes (Originaltitel in hebräisch חטופים chaṭūfīm, deutsch ‚Entführte‘ [ pl.]; engl. Prisoners of War) ist eine der erfolgreichsten israelischen Fernsehserien. Sie wurde von Gideon Raff kreiert und erzählt vom Schicksal dreier israelischer Soldaten, die im Libanon in Gefangenschaft geraten. In der ersten Staffel kehren zwei von ihnen nach 17-jähriger Gefangenschaft nach Hause zurück und haben Schwierigkeiten, sich in der Heimat wieder zurechtzufinden. Im Mittelpunkt der zweiten Staffel steht das Schicksal des dritten Soldaten, der zunächst als tot gilt.
Die Erstausstrahlung der ersten Staffel erfolgte in Israel auf Channel 2 von März bis Mai 2010. Eine zweite Staffel lief in Israel von Oktober bis Dezember 2012. In Deutschland wurde die erste Staffel der Serie im Mai und Juni 2013, die zweite Staffel im April und Mai 2015 auf Arte ausgestrahlt. Arte stellt sie bis Oktober 2021 Online zum Streaming zur Verfügung.
Hatufim diente als Vorlage für die preisgekrönte US-amerikanische Fernsehserie Homeland des Senders Showtime sowie die russische Fernsehserie Rodina (Heimat) von 2015.

## Handlung
Die Serie spielt im Jahr 2008 und handelt von drei israelischen Soldaten, Nimrod Klein, Uri Zach und Amiel Ben-Chorin, die siebzehn Jahre zuvor während einer geheimen Mission mit ihrer Einheit im Libanon gefangen genommen worden sind.

### Erste Staffel
Die Geschichte beginnt mit der Rückkehr in die Heimat nach jahrelangen Verhandlungen über ihre Freilassung aus der Gefangenschaft in Syrien. Während Nimrod und Uri lebend zurückkehren, gilt Amiel in der ersten Staffel als in der Gefangenschaft verstorben.
Die erste Staffel beschreibt in 10 Folgen die Schwierigkeiten einer Wiedereingliederung von Nimrod und Uri, die durch die Gefangenschaft traumatisiert sind, in eine Gesellschaft, die sie zu nationalen Ikonen erhoben hat. In Rückblenden werden ihre grausamen Foltererlebnisse drastisch geschildert. Die Rückkehr in ihr früheres, gewaltsam abgebrochenes Familienleben gestaltet sich schwierig für alle Beteiligten, da die beiden Männer das in der Gefangenschaft Erlebte bewältigen und verarbeiten müssen, während die Familie sich mit der Rückkehr der Fremdgewordenen auseinandersetzen muss.
Nimrods Frau Talia hat sich unermüdlich um die Freilassung der Gefangenen bemüht und überfordert Nimrod mit ihrer Dominanz. Nimrods Tochter Dana war bei seinem Verschwinden zwei Jahre alt und kompensiert ihre Trauer und Sehnsucht nach dem Vater mit Sarkasmus und wahllosen Affären mit älteren Männern. Sein Sohn Hatzav ist verängstigt und will sich dem Militärdienst entziehen. Nimrod selbst quälen Flashbacks und Albträume mit unkontrollierten Gewaltausbrüchen.
Uris Freundin Nurit hat inzwischen Uris Bruder Yaki geheiratet und mit diesem den gemeinsamen Sohn Assaf. Aber Uri und Nurit lieben sich noch.
Amiels jüngere Schwester Yael kann den Verlust ihres über alles geliebten Bruders nur langsam mit Hilfe des Psychologen Ilan akzeptieren.
Nimrod und Uri müssen sich in einem Rehabilitationszentrum einer psychiatrischen Begutachtung unterziehen. Als der Militärpsychiater Chaim Cohen Widersprüche in ihren Erzählungen findet, wird eine Untersuchung eingeleitet. Dabei wird die Militäragentin Iris als weiblicher Lockvogel auf Uri angesetzt. Sie soll herausfinden, ob Nimrod und Uri in der Haft zu feindlichen Agenten „umgedreht“ worden sind und was sie über Amiels Verbleib wissen.
Am Ende der Staffel entdecken Nimrod und Uri, dass der israelische Geheimdienst von Anfang an den Ort und die Umstände ihrer Gefangenschaft kannte und dass Amiel nicht in der Haft ums Leben gekommen ist.

### Zweite Staffel
In der zweiten Staffel (Folgen 11 bis 24) wird gezeigt, wie Amiel zum Islam konvertiert und äußerlich die Seiten wechselt. Er nennt sich jetzt „Jussuf“, lässt sich einen Bart stehen und trägt eine Takke. Außerdem spricht er statt Hebräisch nur noch Arabisch.
Um weiterer Folter zu entgehen und um die Freilassung von Nimrod und Uri zu erreichen, hat Amiel sich bereit erklärt, den Entführern zu dienen. Er heiratet die Muslima Leila. Außerdem unterrichtet er den Sohn des Gefängnisleiters Jamal Agrabiya, Ismael, und wird zu dessen Nachfolger aufgebaut. Als Jamal stirbt, kümmern sich Amiel und seine Frau um Ismael wie um einen eigenen Sohn.
Der Zuschauer erfährt allmählich die komplexen Hintergründe der Handlung, in der die Schicksale der einzelnen Protagonisten eng miteinander verwoben sind.
Bei einem Terroranschlag auf eine israelische Grundschule wurde der Vater des damals sechsjährigen Ynon von den Attentätern erschossen. Die Attentäter in der Grundschule konnten von einer israelischen Spezialeinheit überwältigt und inhaftiert werden. Darunter ist auch ein gewisser Abdullah, der 17 Jahre später als einer von über 1000 Gefangenen im Austausch gegen Nimrod und Uri wieder frei kommt und nach Syrien zurückkehrt. Gemeinsam mit Amiel soll er auf Geheiß der Terrororganisation Kinder des Dschihad, die von Scheich Kasab geführt wird, einen Anschlag auf die israelischen Grenztruppen verüben.
Aus Ynon ist unterdessen ein Elitesoldat geworden. Im Auftrag des israelischen Geheimdienstes soll er Amiel befreien und nach Israel zurückbringen. Letztlich gelingt die unter dem Decknamen „Operation Yehuda“ geführte Aktion. Dabei können auch Abdullah und Scheich Kasab getötet werden.
Es stellt sich heraus, dass ausgerechnet Jamal über viele Jahre hinweg den israelischen Geheimdienst über das Schicksal von Nimrod, Uri und Amiel informiert hat. Dazu hatte er sich verpflichtet, nachdem er bei einem Waffenschmuggel nach Israel zwar gestellt, aber nicht verhaftet, sondern als Agent für die israelische Seite angeworben worden war. Nach Jamals Tod hatte sein Vertrauter Amiel den Kontakt heimlich aufrechterhalten.
Nimrod und seine Frau Talia nähern sich nach einer Phase der Entfremdung wieder aneinander an und wollen einen Neuanfang versuchen. Besonders Dana sieht das sehr gerne. Hatzav tritt seinen Militärdienst an.
Uri und Nurit hingegen trennen sich. Als bei Uri ein Krebsleiden festgestellt wird, zieht er sich von Nurit zurück und tritt alleine eine Auslandsreise an.
Ohne von Amiels zwischenzeitlicher Identität als islamistischer Terrorist zu erfahren, sehen ihn Nimrod und Uri wieder. Seine Schwester Yael lehnt das zunächst ab, nimmt Amiel dann aber doch in das gemeinsame Elternhaus wieder auf.
Am Ende der letzten Folge verwandelt „Jussuf“ sein Äußeres zurück in den Veteranen Amiel Ben-Chorin. Er rasiert sich, trägt Jeans und T-Shirt und spricht wieder Hebräisch. Aber er ist ohne seine Frau, an der er sehr hängt, nach Israel zurückgekehrt. Das islamische Ritualgebet behält er zusammen mit Ismael bei.
Amiel gerät in eine Identitätskrise. Der Militärpsychiater Chaim Cohen fragt sich, ob die gesamte Operation nicht etwas zu einfach gegangen ist.

## Auszeichnungen
Israelischer Fernsehpreis 2010
- Gideon Raff (Beste Serie, Beste Regie)
- Ishai Golan (Bester Darsteller)
- Yaël Abecassis (Beste Darstellerin)

Israelischer Fernsehpreis 2013 (nominiert)
- Beste Serie
- Assi Cohen (Bester Darsteller)
- Gideon Raff (Bestes Drehbuch)

Seoul International Drama Awards 2013
- Grand Prize (Hatufim, 2. Staffel)

## Kritik
- „Der Realismus, der die erste Staffel auszeichnete, tritt in der zweiten ein wenig hinter teils unwahrscheinlichen Wendungen zurück.“ (Ingo Way / Jüdische Allgemeine)[5]

- „Das Thema „Kriegsgefangene“ ist für Israelis sehr schmerzhaft und bewegt sich an der Grenze zum nationalen Tabu. Fast jeder Israeli muss zur Armee, fast jeden kann es treffen. Schon mehrere tausend palästinensische und arabische Extremisten sind im Laufe der Jahre bei Vereinbarungen im Gegenzug für israelische Soldaten freigekommen. Viele davon nahmen später wieder an Anschlägen teil – deshalb sind solche Tauschhandel in Israel auch äußerst umstritten. Hatufim ist der erste Versuch dieser Art, das Schicksal der freigelassenen Soldaten zu beleuchten. […] Das TV-Drama sorgte in Israel für große Aufmerksamkeit, stieß aber auch auf Kritik. Der später freigelassene israelische Gefangene Gilad Schalit wurde damals noch von der radikalislamischen Hamas im Gazastreifen festgehalten. Miriam Groff, deren Sohn 1985 nach drei Jahren Gefangenschaft im Rahmen eines umstrittenen Häftlingstauschs freikam, kritisierte Hatufim als „Promo für die Hamas und einen Schalit-Deal“. Die Serie ermutige Extremisten nur zur Entführung weiterer israelischer Soldaten, sagte sie dem Armeesender damals.“ (Handelsblatt.com)[6]